# Chiesa di San Giovanni Apostolo ed Evangelista (Gela)
La chiesa di San Giovanni apostolo ed evangelista è un luogo di culto cattolico costruito nel 1969 da Ignazio Gardella con Anna Castelli Ferrieri per volere di Enrico Mattei nel quartiere Macchitella a Gela ed inaugurata il 28 marzo 1976 dal vescono mons. Sebastiano Rosso. 

## Descrizione
La linea della chiesa è data da tre cerchi intrecciati in unità a simbolo della Trinità.
L'interno a pianta circotrilobata si configura a forma di utero. Esso si snoda in modo da far convergere l'attenzione dei fedeli verso lo spazio liturgico ove è situata una grande croce lignea senza il crocifisso sotto cui è situato il tabernacolo dorato, circondato da tasselli di mosaico (opera di Giuseppe Fornasier). Ai lati dello spazio liturgico, sono poste le statue lignee, monocrome con particolari in oro zecchino, di Maria Madre della chiesa e San Giovanni Evangelista, opera di Flavio Pancheri. Lungo le pareti interne sono poste 14 stazioni della via crucis, in ceramica satinata, opera di Gaetano Angelico. In controfacciata si trova il coro ed un dipinto, a nascondere la balconata, raffigurante l'Ultima Cena, realizzato dal pittore Gelese Antonio Occhipinti.
Le forme esterne lasciano riflettere l'interno della chiesa. L'esterno è caratterizzato da due volumi circolati che si uniscono nello spazio che conduce attraverso l'ingresso, sull'asse della chiesa e dell'antistante piazza. La torre campanaria è situata sopra l'ingresso in prossimità del Matroneo; in essa si trovano 3 campane dedicate rispettivamente a Maria, san Giovanni Evangelista ed ai dipendenti ENI caduti sul lavoro. Negli emicicli esterni sono poste 17 finestre per lato, partenti dal tetto e che si dilungano fino a circa 3/4 della struttura e che ricalcano le finestre decorative tipiche degli edifici del quartiere.